# جوناثان إسترادا
جوناثان إسترادا (بالإسبانية: Jonathan Estrada) (27 يناير 1983 بميديلين في كولومبيا - ) هو لاعب كرة قدم كولومبي في مركز الوسط. شارك مع منتخب كولومبيا لكرة القدم. أما مع النوادي، فقد لعب مع إنديبندينتي ميديلين وريال سوسيداد ونادي أفاي لكرة القدم ونادي ميلوناريوس وديبورتيس توليما ونادي إنفيغادو وPatriotas Boyacá ‏.

## مسيرته الكروية
لعب جوناثان إسترادا خلال مسيرته الاحترافية مع 9 أندية في عشرون موسمًا وسجل خلالها 39 هدفًا ضمن 409 مباراة. حيث فاز في موسم واحد بالكأس ولم يفز بأي دوري.
خاض جوناثان إسترادا مسيرته مع نادي إنفيغادو في موسم 2001 ليلعب معه ستة مواسم، مشاركًا في 135 مباراة سجل خلالها 15 هدفًا. ثم انتقل إلى نادي ميلوناريوس في عامي 2007-2009 في المرة الأولى ولمدة موسمين ثم في عامي 2010-2012 ولمدة موسمين ثم ما بين عامي 2016 و2017 لمدة موسم واحد، حيث شارك طوالها في 131 مباراة سجل خلالها 12 هدفًا. لينتقل بعدها إلى نادي ريال سوسيداد في موسم 2009–10 لمدة موسم واحد، مشاركًا في 11 مباراة ولم يسجل أي هدف. ثم انتقل إلى نادي أفاي لكرة القدم ما بين عامي 2011 و2012 لمدة موسم واحد، مشاركًا في 11 مباراة ولم يسجل أي هدف أيضًا. هذا وانتقل لاحقًا إلى نادي إنديبندينتي ميديلين ما بين عامي 2012 و2013 لمدة موسم واحد، مشاركًا في 14 مباراة سجل خلالها هدفين. ثم انتقل بعدها إلى Patriotas Boyacá ‏ في عامي 2013-2015 ولمدة موسمين، مشاركًا في 62 مباراة سجل خلالها 7 أهداف. ليعود وينتقل من جديد، لكن هذه المرة إلى نادي ديبورتيس توليما ما بين عامي 2015 و2016 لمدة موسم واحد، مشاركًا في 26 مباراة سجل خلالها 3 أهداف. لينتقل بعدها إلى نادي أتليتيكو بوكارامانغا في عامي 2017-2019 ولمدة موسمين، مشاركًا في 10 مباريات ولم يسجل أي هدف.

## وصلات خارجية
- جوناثان إسترادا على موقع قاعدة بيانات كرة القدم.إي يو (الإنجليزية)
- جوناثان إسترادا على موقع قاعدة بيانات كرة القدم.إي يو (الإنجليزية)
- جوناثان إسترادا على موقع ناشيونال فوتبول تيمز (الإنجليزية)
- جوناثان إسترادا على موقع Soccerway.com (الإنجليزية)
- جوناثان إسترادا على موقع AS.com (الإسبانية)